# Humberto Franceschi
Humberto Franceschi (Rio de Janeiro, 1930 – Rio de Janeiro, 22 de junho de 2014) foi um pesquisador de música, colecionador e fotógrafo brasileiro.
Foi primo do músico e dramaturgo Vinicius de Moraes e neto do folclorista Mello Moraes Filho.